# René Vidal
René Vidal – kubański zapaśnik w stylu klasycznym. Szósty na mistrzostwach świata w 1981 i siódmy w 1983. Złoto na igrzyskach panamerykańskich w 1983, srebro w 1975. Triumfator Igrzysk Ameryki Środkowej i Karaibów w 1982 roku.